# Championnats du monde de cyclisme sur route 1928
Navigation
Nürburg 1927 Zurich 1929
Les championnats du monde de cyclisme sur route 1928 ont eu lieu le 16 août 1928 à Budapest en Hongrie. Le champion du monde professionnel est le Belge Georges Ronsse. Le titre chez les amateurs est remporté par l'Italien Allegro Grandi.

## Déroulement
La course est de 182 kilomètres pour les professionnels, elle mène les coureurs de Budapest à travers la Puszta, pour revenir dans la capitale hongroise. Cette édition se caractérise par la décision de limiter à trois le nombre de coureurs par pays, ce qui fait que seulement 16 coureurs sont au départ, dont la moitié vont terminer l'épreuve. 
Les coureurs ont souffert de chaleur et de la poussière, avec des températures allant jusqu'à 35 degrés à l'ombre. Après 40 kilomètres, les deux Belges Georges Ronsse et Jules Van Hevel se sont échappés. Les trois représentants de la sélection italienne, Alfredo Binda et Costante Girardengo qui avaient dominé la course en 1927 et Gaetano Belloni, ont fait en sorte de se marquer, sans tenir compte des autres coureurs, à tel point qu'après la moitié de la course, les deux premiers ont abandonné en même temps, la victoire finale étant devenue impossible. Après la course, la Fédération italienne de cyclisme leur a alors imposé une suspension de six mois pour comportement préjudiciable à l'association. 
Devant, Van Hevel a chuté après une collision avec une vache et a également abandonné. Ronsse a donc fini avec une avance de plus de 17 minutes. Il s'agit du plus grand écart dans l'histoire des mondiaux. L'Allemand Herbert Nebe, finalement deuxième de la course, a ensuite déclaré qu'il avait été menacé par Fritz von Opel, s'il continuait de courir, car il n'était par sur ce qu'il considérait comme le bon matériel, mais sur un Diamant. Le futur champion du monde Georges Ronsse utilisait quant à lui le « bon matériel », un vélo Opel et un moyeu à roue libre Torpedo. À cela s'ajoute un soupçon sur Ronsse, ainsi que son compatriote Jules Van Hevel, qui se seraient accrochés au véhicule de la société Opel pendant la course. À cause de cette controverse, le contrat de Nebe avec Diamant n'est pas prolongé au début de l'année 1929. Il reçoit plus tard une indemnité, à l'issue d'un procès. Le troisième est l'Allemand Bruno Wolke, qui a remplacé son frère Rudolf,  et vice-champion du monde amateur en titre, qui était malade. 
La sélection italienne réalise le doublé dans la compétition amateur (192 kilomètres), avec la médaille d'or d'Allegro Grandi et l'argent de Michele Mara. Le tenant du titre belge, Jean Aerts prend la troisième place.

## Résultats
| Épreuves :                          | Or                      | Or              | Argent                 | Argent        | Bronze                | Bronze        |
| Professionnels                      |                         |                 |                        |               |                       |               |
| Hommes - course en ligne            | Georges Ronsse Belgique | 6 h 20 min 10 s | Herbert Nebe Allemagne | + 19 min 43 s | Bruno Wolke Allemagne | + 19 min 43 s |
| Amateurs                            |                         |                 |                        |               |                       |               |
| Hommes - amateurs - course en ligne | Allegro Grandi Italie   | 6 h 55 min 09 s | Michele Mara Italie    | ?             | Jean Aerts Belgique   | + 13 min 45 s |

## Résultats détaillés
- Course professionnelle :

La course est d'une longueur totale de 192 km. Seuls 8 des 16 coureurs au départ ont fini la course.
| Pos | Coureur            |    | Temps                                  |
| --- | ------------------ | -- | -------------------------------------- |
| 1   | Georges Ronsse     | en | 6 h 20 min 10 s 30,302 km/h de moyenne |
| 2   | Herbert Nebe       | +  | 19 min 43 s                            |
| 3   | Bruno Wolke        |    | 19 min 43 s                            |
| 4   | Jef Dervaes        |    | 36 min 13 s                            |
| 5   | Walter Cap         |    | 36 min 13 s                            |
| 6   | Max Bulla          |    | 36 min 13 s                            |
| 7   | Otto Cap           |    | 36 min 13 s                            |
| 8   | Ferdinand Le Drogo |    | 42 min 26 s                            |

## Tableau des médailles
| Rang  | Nation    | Or | Argent | Bronze | Total |
| ----- | --------- | -- | ------ | ------ | ----- |
| 1     | Italie    | 1  | 1      | 0      | 2     |
| 2     | Belgique  | 1  | 0      | 1      | 2     |
| 3     | Allemagne | 0  | 1      | 1      | 2     |
| Total | Total     | 2  | 2      | 2      | 3     |

## Autour de la course
La compétition étant organisée cette année-là en Hongrie, le Tour de Hongrie est pour le coup annulé.